# Minami Keizi
Minami Keizi, também chamado de Jucelino Keizi, (Lins, 9 de junho de 1945 – Itapevi, 14 de dezembro de 2009) foi um quadrinista nipo-brasileiro, considerado um dos responsáveis pela introdução do estilo mangá no Brasil. Keizi era formado em Jornalismo e em Desenho.

## Biografia
Nascido em Lins, no interior de São Paulo em uma família de oito irmãos, Keizi foi criado pelo avô, que era médico, monge budista e mestre de jiu-jitsu, com quem viveu até os 12 anos. Seu avô também praticava o I Ching. Sua criação foi conservadora, sob os ensinamentos do  budismo zen. Sua família é descendente de samurais e parte da primeira geração de japonses que imigraram para o Brasil em 1926, onde se instalaram na chamada Terceira Aliança do Feio. A família imigrou por pensar que poderiam fazer dinheiro no Brasil. Sua família era influente na colônia e tirava seu sustento da plantação de algodão, amendoim e milho. Seu nome deveria ser Keizi Minami, porém seu pai ficou nervoso diante o escrivão por causa das hostilidades que os japoneses sofreram durante a Segunda Guerra Mundial e falou seu nome da forma tradicional japonesa, Keizi Minami. Então, seu nome acabou sendo registrado ao contrário. Seu nome em português é Jucelino, pois seu padrinho, Joaquim Antunes, queria homenagear Juscelino Kubitschek. Ele recebeu seu novo nome em 1955, em ocasião do seu batismo.  Os mangás eram distribuídos na colônia como uma forma de ensinar as tradições japonesas para as crianças nascidas no Brasil. Os primeiros mangás que Keizi leu eram emprestados, porém em 1953 sua família passou a criar galinhas para o abate, onde passaram a receber as revistas da Cooperativa Agrícola de Cotia. Nessas publicações conheceu o trabalho de Osamu Tezuka e passou a copiá-lo. Outras referências citadas por Keizi foram Ishinomori Shotaro e Chiba Tetsuya, além de livros como Shell Scott e quadrinhos como Brasinha e o Pererê, de Ziraldo. Inicialmente, Keizi aprendeu a falar japonês, mas passou a ter contato com o português aos quatro anos de idade e com a língua escrita quando entrou na escola.
Keizi fez o Ginásio Estadual de Guaimbê, município ao lado de Lins. Em 1963, ao terminar o Ensino Fundamental, resolveu tentar a carreira de desenhista em São Paulo, publicou o conto Pedrinho e a Greve dos Relógios no Jornal Juvenil, com arte de Zezo. Em 1964, decidiu apresentar a Editora Pan Juvenil, seu personagem Tupãzinho, o guri atômico (inspirado  incialmente em Tesuam Atom/Astro Boy de Osamu Tezuka), ao se deparar com o estilo mangá de Keizi, o também quadrinista Wilson Fernandes, disse a Keizi que a aquele estilo estranho (olhos grandes e pernas compridas) não faria sucesso no Brasil. Em 1965, publicou uma tira diária do Tupãzinho no Diário Popular (atual Diário de São Paulo), seguindo a sugestão de Wilson Fernandes, resolveu mudar a anatomia do personagem e passa a se basear no estilo desenvolvido por Warren Kremer para os personagens Gasparzinho, Riquinho e Brasinha da Harvey Comics.
Em 1966, já como supervisor da Pan Juvenil, lança a revista Álbum Encantado, uma antologia de contos e fábulas infantis, escritas por ele e desenhadas por Fabiano Dias, José Carlos Crispim, Luís Sátiro e Antonio Duarte, todas histórias foram feitas estilo mangá (os desenhistas seguiram a orientação de Keizi, baseados nos quadrinhos japoneses), além da revista Tupãzinho, o guri atômico, desenhada por ele. A Pan Juvenil precisou ser fechada por dever dinheiro para agiotas, e os sócios Salvador Bentivegna e Jinki Yamamoto, convidam Keizi para fundar uma nova editora, a EDREL (Editora de Revistas e Livros). No começo da editora, eles precisaram pagar as dívidas da editora anterior. Na EDREL, trabalharam vários descendentes de japoneses, dentre eles, Claudio Seto, Fernando Ikoma, os irmãos Paulo e Roberto Fukue, entre outros. Tal qual, Keizi, Seto também trazia influência dos mangás e na EDREL publicaria as revistas Ninja, o Samurai Mágico, Ídolo Juvenil e O Samurai. Tupãzinho teve histórias publicadas na EDREL e torno-se mascote da editora. Nos tempos da EDREL, Keizi pode terminar os estudo através de um supletivo e fazer faculdade de jornalismo.
A Editora chegou a ter problemas com Ditadura Militar, por conta das  quadrinhos eróticos publicadas por ela. Com saída de Salvador, Marcilio Valenciano assume o posto do antigo sócio, em 1972 Keizi se desentende com as diretrizes editorais de Valenciano e sai da editora, Paulo Fukue fica em seu lugar como editor, Fukue acaba sendo preso e torturado, com isso também sai da editora, tempos depois foi a vez de Yamamoto, pouco depois a EDREL chega ao fim. Em 1972, Keizi fundou como Carlos da Cunha, a Minami & Cunha Editores (M & C Editores), editora que foi responsável pela primeira publicação de Conan no país. Também pela M&C  são publicadas as séries O Lobisomem e A Múmia de Gedeone Malagola, com arte de Nico Rosso e Ignácio Justo respectivamente. Roteirizou a série Mitoloria em quadrinhos, com desenhos de Nico Rosso, a série misturava humor e erotismo em histórias inspiradas na mitologia grega.
Astrólogo, Keizi entendia tanto de astrologia convencional como de horóscopo chinês, tendo lançado diversos anuários. Escreveu sobre o tema também para muitas revistas e livros, inclusive no exterior. Tem mais de 800 livros esotéricos publicados, sobre uma diversidade de temas como: significado dos nomes, simpatias, sonhos e anjos. Editou a revista Cinema em Close-Up entre 1974 e 1979, revista responsável pela divulgação do cinema Boca do Lixo. Os dois únicos livros do qual ele recebeu direitos autorais foram publicados pela Editora Madras.
Nos anos 80, publicaria quadrinhos eróticos na Grafipar, editora de Curitiba, onde o amigo Claudio Seto montou um núcleo de histórias em quadrinhos, na editora, Keizi assinou como como Rose West, HQs eróticas ilustradas por Julio Shimamoto, publicadas na revista Maria Erótica. Keizi possuía uma coluna na revista Neo Tokyo da Editora Escala, chamada Cultura Nippon, onde falava sobre curiosidades do Japão. Na época, Keizi foi chamado de “primeiro desenhista brasileiro de estilo mangá” e o “primeiro editor de quadrinhos eróticos do Brasil” pelo jornalista da Folha da Tarde Franco de Rosa.
Em 2003 e 2004 retornou às HQs roteirizando publicações da Editora Nova Sampa e editou a revista Japan Erotic, para qual criou vários mangás hentai com a colaboração do ilustrador paulista Carlus Alexandre.
Em 2007, publicou pela EM Editora (um selo da Mythos Editora) os livros Lendas de Zatoichi e Lendas de Musashi, ambos ilustrados por Júlio Shimamoto. Zatoichi é um espadachim cego errante do período Edo, criado pelo escritor Kan Shimozawa e Miyamoto Musashi, mestre da espada e autor do clássico O Livro dos Cinco Anéis.  Em 2008, em comemoração ao Centenário da imigração japonesa ao Brasil, foi publicado com o livro Horóscopo Japonês, escrito em parceria com Claudio Seto, entre suas várias atividades, Seto atuou como Onmyoji de uma seita Onmyōdō, atendendo pelo nome religioso de Onmyoji Seto Shamon.
Minami Keizi faleceu dia 14 de dezembro de 2009, em Itapevi, na Grande São Paulo.

## Homenagens
Em 2004, recebeu o Prêmio Angelo Agostini na categoria Mestres do Quadrinho Nacional e em 2008, Minami, Ypê Nakashima, Fernando Ikoma e os irmãos Paulo e Roberto Fukue , recebem o Troféu HQ Mix na categoria Grande Mestre, pela primeira vez o Troféu premiava cinco artistas ao mesmo tempo, além de ser tema de um documentário em curta-metragem Minami Em Close-Up - A Boca Em Revista. Minami também está presente no curta A Guerra dos Gibis.